# Michel Delpech
Jean-Michel Delpech (Courbevoie, 26 januari 1946 – Puteaux, 2 januari 2016) was een Franse chansonnier, romanschrijver en acteur. Als artiest noemde hij zich eenvoudigweg Michel Delpech. Zijn grootste succes in Nederland en Vlaanderen was het lied Pour un flirt.

## Muzikale carrière
Geboren in een Parijse voorstad in een welgestelde familie had Delpech een gelukkige jeugd. Zijn vader bezat een klein bedrijf. Op de middelbare school vormde hij, beïnvloed door de grote chansonniers van zijn tijd als Luis Mariano, Charles Aznavour en Gilbert Bécaud, met klasgenoten een klein orkestje.
Verder studerend aan de Petit Conservatoire de Mireille, waar ook Yves Duteil en Françoise Hardy waren ontdekt, maakte hij zijn eerste single, Anatole in 1963. Hij ontmoette er Roland Vincent, die zijn vaste componist werd. Michels eerste hit, Chez Laurette, kwam het jaar erop uit de musical Copains-Clopant, waarin hij meespeelde. In 1966 verscheen Inventaire 66, terwijl hij in het voorprogramma van Leny Escudero optrad. Toen Jacques Brel in 1967 in de Parijse muziekschouwburg Olympia een serie afscheidsoptredens gaf, verzorgde Delpech het voorprogramma. Johnny Stark, de impresario van Mireille Mathieu, besloot hem daarna te begeleiden. Michel toerde als supporting act mee met Mireille, tot in de VS en de USSR aan toe. In 1968 won hij de Franse Grand Prix du Disque met Il y a des jours où on ferait mieux de rester au lit.
In 1969 componeerde hij het hippielied Wight is Wight in het Frans over het Britse Isle of Wight Festival van die zomer. Het werd een flinke hit in Frankrijk en was de internationale doorbraak voor Delpech. Sandie Shaw coverde het nummer het jaar daarop. In 1970 betreurde hij het uiteengaan van The Beatles in de song Et Paul chantait Yesterday, bracht hij het album Un coup de pied dans la montagne uit en brak hij met Johnny Stark. In 1971 scoorde Delpech een Europese hit met Pour un flirt, dat zelfs in Groot-Brittannië de hitparades haalde. Met Roland Vincent verbrak hij het jaar erop de samenwerking. Verdere chansons van hem waren Que Marianne était jolie (1972) en Les divorcés (1974), Le Chasseur (1974), La maison est en ruine (1974) (in België en Nederland ook bekend van de Nederlandse cover door Conny Vandenbos, met als titel 'In Den Haag is een laan') en Le Loir-et-Cher (1977). Aan het einde van de jaren 70 nam de internationale populariteit van het Franse chanson af, en Delpech beperkte zijn carrière tot de Franstalige landen.
In de jaren erna wijdde Delpech zich voornamelijk aan het componeren en tekstschrijven. Platen met oud materiaal kwamen uit, maar optredens deed hij niet. Een comeback vond plaats in 1983 met de single Animaux, animaux en zijn succesvolle album Loin d'ici in 1985, in 1989 gevolgd door J'étais un ange. In 1992 verenigde hij zich opnieuw met Roland Vincent en maakten ze samen het album Les Voix du Brésil. Daarna nam Delpech een vijfjarige sabbatical.
Vanaf 1997 was Delpech bijzonder productief. J'étais un ange is wederom de titel van een album in 2000 dat een tournee inluidde met muzikale vrienden als Alain Chamfort, Charlélie Couture, Claude Nougaro, Marc Lavoine en Pierre Richard. Deze leveren inspiratie op voor het album Comme vous (2004) en het live-album Ce lundi-là au Bataclan (2004).
In 2006 verscheen er zelfs een album bestaande uit 5 cd's Delpech Inventaires, gevolgd door Michel Delpech &..., waarop Delpech zijn repertoire ten gehore bracht met oude en nieuw muzikale genoten als Bénabar, Francis Cabrel, Alain Souchon, Cali, Laurent Voulzy, Julien Clerc en Clarika. In 2008 verscheen een live-dvd, Live au Grand Rex, die alom geprezen werd als een uitstekende liveregistratie.
In 2013 werd bij Delpech keel- en tongkanker vastgesteld. Delpech sprak hierover als een "absolute" kanker, omdat hij zijn stem door de ziekte bijna volledig verloor. Begin 2015 kondigde Delpech aan dat hij genezen was, maar enkele maanden later herviel hij. Hij overleed op 2 januari 2016 op 69-jarige leeftijd en werd begraven op het Cimetière du Père-Lachaise.

## Privéleven

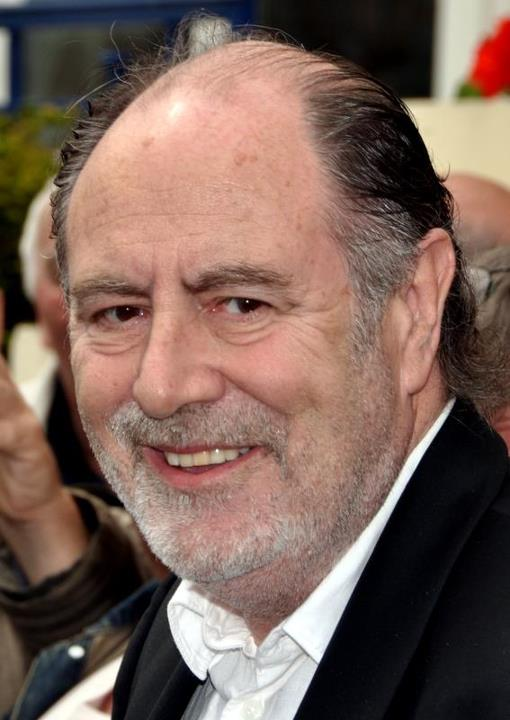
Michel Delpech in 2012.

In 1966 trouwde hij met Chantal Simon die hij ontmoette als medespeelster in de musical Copains-Clopal. Drie jaar later werd dochter Garance geboren, het jaar erop gevolgd door zoon Barthélémy. Het huwelijk duurde tot in 1975, toen zijn vrouw hem verliet. Na de scheiding raakte Delpech in een depressie en had hij zelfmoordneigingen. Hij schreef er een autobiografie over, L'homme qui avait bâti sa vie sur le sable getiteld, die in 1982 verscheen. Daarin beschrijft hij tevens zijn religieuze zoektocht, die hem eerst leidde naar het boeddhisme en later naar het rooms-katholicisme.
In 1982 ging hij een relatie aan met kunstschilderes Geneviève Garnier-Fabre. Zes maanden eerder, in 1981, had zij een dochter gekregen. Toen Delpech in 1985 met Geneviève trouwde, erkende hij Pauline als zijn dochter. Zij noemde zich daarom Pauline Delpech. Enige maanden na het huwelijk werd (ook in 1985) hun zoon Emmanuel geboren.
Geneviève en Michel schreven samen de psychologische roman De cendres et de braises, die in 2000 is verschenen.

## Discografie

### Albums
♦ = verzamelalbum - dan wel er komt een chanson van Delpech voor op dit verzamelalbum
- 1965 · Chez Laurette[8]
- 1966 · Inventaire 66
- 1969 · Michel Delpech
- 1970 · Un coup de pied dans la montagne
- 1971 · Olympia[9]
- 1974 · Je l'attendais
- 1976 · Quand j'étais chanteur
- 1979 · 5 000 kilomètres
- 1985 · Loin d'ici
- 1986 · Oubliez tout que je vous ai dit
- 1989 · ♦ Les Misérables (Original French Concept)
- 1989 · ♦ Les grandes chansons
- 1989 · J'étais un ange
- 1991 · Les Voix du Brésil
- 1992 · ♦ Collection Française Volume 2[10]
- 1992 · Tout Delpech à l'Olympia[11]
- 1993 · ♦ Bonjour La France Volume 1
- 1996 · ♦ Pour un flirt
- 1996 · ♦ Mega France: the Sound of France
- 1996 · ♦ Original Sixties
- 1996 · ♦ Original Sixties Volume 2
- 1997 · Michel Delpech
- 1997 · ♦ France en Chansons
- 1998 · ♦ Master Serie
- 1998 · ♦ Wight is Wight
- 1998 · Les concerts inedits de Musicorama
- 1999 · ♦ Années Barclay
- 1999 · ♦ Fan de toi[12]
- 2000 · Michel Delpech
- 2000 · ♦ French 60s EP-collection
- 2000 · ♦ Années 60
- 2000 · ♦ Bonjour La France Volume 3
- 2000 · ♦ Douce
- 2000 · ♦ Je t'aime La France
- 2000 · J'étais un ange[13]
- 2001 · ♦ Talents du Siècle
- 2001 · ♦ Michel Delpech[14]
- 2004 · Comme vous
- 2004 · Concerts Musicorama
- 2005 · Ce lundi-là au Bataclan[15]
- 2005 · Cadeau de Noël[16]
- 2006 · ♦ Best of 2000
- 2006 · Le roi de rien
- 2006 · ♦ Collection
- 2006 · ♦ Gold
- 2006 · ♦ Les plus grands succes
- 2006 · Olympia 72[17]
- 2006 · ♦ Delpech Inventaires: Les 100 plus belles de chanson[18]
- 2006 · &[19]
- 2007 · ♦ Best of ...
- 2007 · Le Grand Rex 2007[20]
- 2008 · ♦ Michel Delpech
- 2008 · ♦ Tendres Années

### Dvd
- 2008 · Live au Grand Rex[21]

### Singles
- 1963 · Anatole
- 1965 · Chez Laurette
- 1966 · Inventaire 66
- 1968 · Il y a des jours où on ferait mieux de rester au lit
- 1969 · Wight is Wight
- 1970 · Paul chantait Yesterday[22]
- 1971 · Pour un flirt[23]
- 1972 · Fan de toi
- 1972 · 62 nos quinze ans
- 1972 · Les aveux
- 1972 · Que Marianne était jolie
- 1973 · Les divorcés
- 1974 · Le Chasseur
- 1976 · Quand j'étais chanteur
- 1976 · Tu me fais planer
- 1976 · La fille avec des baskets
- 1976 · Ce lundi-là
- 1977 · Le Loir-et-Cher[24]
- 1979 · Vu d'avion un soir
- 1982 · Je cherche un endroit
- 1982 · Bombay
- 1983 · Animaux, animaux
- 1985 · Loin d'ici
- 1988 · Ces mots là
- 1989 · Pleurer le chanteur
- 1997 · Le roi de rien
- 1997 · Cartier Bresson
- 2004 · Fuir au soleil
- 2005 · Jaloux

| Single met eventuele hitnotering(en) in de Nederlandse Top 40 | Datum van verschijnen | Datum van binnenkomst | Hoogste positie | Aantal weken | Opmerkingen |
| ------------------------------------------------------------- | --------------------- | --------------------- | --------------- | ------------ | ----------- |
| Wight is Wight                                                | 1969                  | 7-2-1970              | tip             |              |             |
| Pour un flirt                                                 | 1971                  | 7-8-1971              | 3               | 10           |             |

### NPO Radio 2 Top 2000
| Nummer met noteringen in de NPO Radio 2 Top 2000 | '99  | '00  | '01-'04 | '05  | '06  |
| ------------------------------------------------ | ---- | ---- | ------- | ---- | ---- |
| Pour un flirt                                    | 1568 | 1686 | -       | 1993 | 1979 |

1. ↑  Een '-' betekent dat het nummer niet was genoteerd en een vetgedrukt getal geeft de hoogste notering aan.
2. ↑  Deze tabel is bijgewerkt tot en met de laatste editie (2024).